# Judith Reisman
Judith A. Reisman (ur. 11 kwietnia 1935 w Newark, New Jersey, zm. 9 kwietnia 2021) – amerykańska badaczka w dziedzinie edukacji seksualnej i mediów. Specjalizowała się w tematyce negatywnego wpływu fałszywej edukacji seksualnej, obrazu i mediów, na zmianę ludzkich zachowań. W szczególności wpływem tych czynników na dzieci i społeczeństwo.

## Życiorys
Urodziła się w żydowsko-amerykańskiej rodzinie. Jej ojciec Matthew Gelernter i matka Ada byli właścicielami firmy rybnej w Irvington. W 1980 roku zdobyła tytuł doktora filozofii Wydziału Komunikacji Uniwersytetu Case’a i Western Reserve w Cleveland. Była także związana z Uniwersytetem w Hajfie, w Izraelu.
W latach 1985–2009 była przewodniczącą Instytutu Edukacji Medialnej uniwersytetu Case Western Reserve University

## Życie prywatne
Z mężem Jimem Reismanem miała cztery córki.

## Publikacje
- Images of Children, Crime and Violence in Playboy, Penthouse, and Hustler, US Dep. Justice Grant No. 84-JN-AX-K007, 1986, 1989, 1990.
- Kinsey, Sex and Fraud, Judith Reisman et al., Lafayette LA: Huntington House, 1990.
- Soft Porn Plays Hardball, Lafayette: LA. Huntington House, 1991.
- Kinsey, Crimes & Consequences, The Institute for Media Education, Crestwood, KY., 1998, 2000, 2003.
- Kinsey, seks i oszustwo. Rzecz o indoktrynacji. Śledztwo w sprawie badań dotyczących ludzkiej seksualności, prowadzonych przez Alfreda C. Kinseya, Wardella B. Pomeroya, Clydea E. Martina i Paula H. Gebharda, Warszawa 2002, ss. 456.